# 더글러스 C-54 스카이마스터

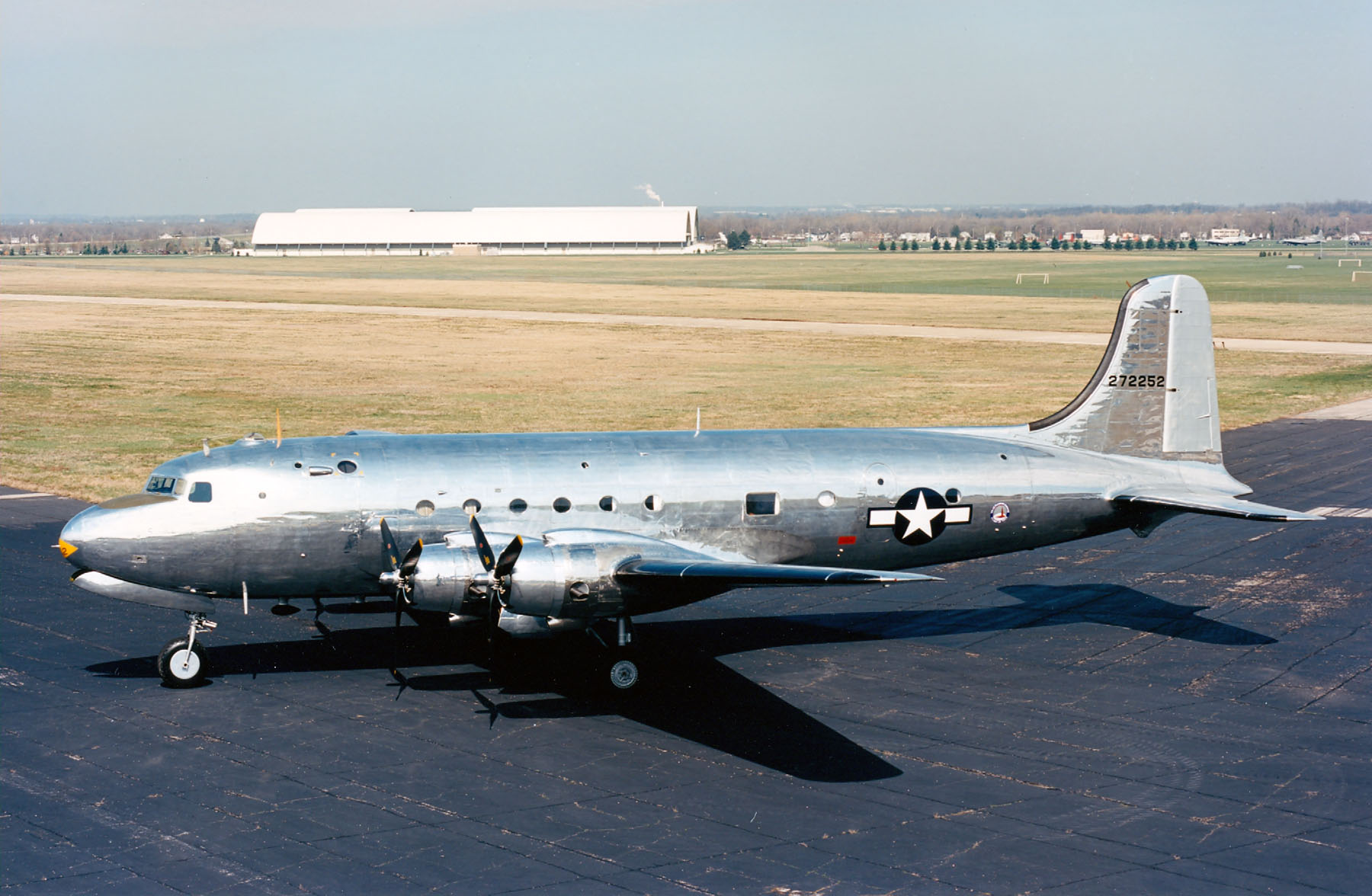
1940년대 해리 S. 트루먼 대통령 전용기 더글러스 VC-54C 세이크리드 카우

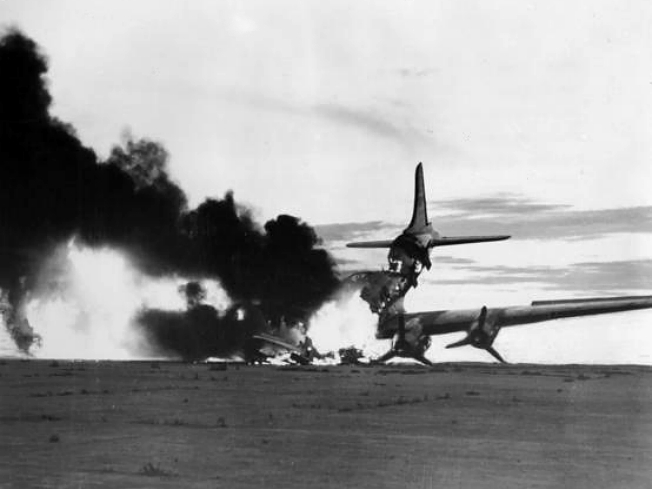
1950년 한국전쟁에서 북한 전투기에 격추된 C-54

더글러스 C-54 스카이마스터(Douglas C-54 Skymaster)는 미국 더글러스 에어크래프트가 개발한 수송기이다. 현재는 인수합병으로 보잉이 되었다.

## 역사
최대이륙중량 14톤 더글러스 C-47 스카이트레인은 2차대전, 태평양 전쟁 등에서 맹활약했다. 이후에 최대이륙중량 33톤 더글러스 C-54 스카이마스터로 대체되었다.
1940년대 해리 S. 트루먼 미국 대통령의 전용기였다. 영국 엘리자베스 2세 여왕의 왕실전용기로도 사용되었다.
여객기 버전은 더글러스 DC-4이다.
1966년 10월, 미국 공군으로부터 C-54D 스카이마스터 4대를 넘겨받아 제5공중기동비행단 (대한민국)인 은마 부대를 창설하였다.
1940년대 M22 로커스트 경전차는 무게 7.4톤으로 C-54 수송기에 탑재할 수 있게 개발되었다. 오늘날에는 C-17 글로브마스터III 수송기에 77톤의 화물을 탑재할 수 있다. K2 흑표 56톤, M1 에이브럼스 63톤, 스트라이커 장갑차 18톤 등을 탑재한다.
프로펠러 엔진 4개의 33톤 C-54 수송기는 오늘날 쌍발 제트 엔진의 41톤 걸프스트림 V와 비슷한 크기이다. 걸프스트림 V는 400억원 정도 가격이며, CIA 국장, FBI 국장 전용기로 사용중이다. 미국 영화에 CIA 부국장이 수시로 전세계 각국을 방문해 현지 정보작전을 지휘하는데 사용하는 CIA 전용기로 등장한다.

## 대한민국
1964년 12월, 박정희 대통령이 독일 수상의 초청을 받아 서독을 방문했다. 대통령 전용기가 없어 독일에서 비행기를 제공했다. 1966년 6월 더글러스 C-54 스카이마스터를 대통령 전용기로 도입했다. 1966년 10월 21일, 박정희 대통령은 월남참전 7개국 정상회담 참석차 필리핀 방문시 전용기를 이용했다. 1973년까지 대통령의 전용기로 운용됐던 C-54 수송기는 1992년에 퇴역하여 현재는 KAI 항공우주박물관에 전시되어 있다.
33톤 C-54는 2019년 현재 대한민국 정부의 70톤 보잉 737 대통령 전용기의 절반 크기이다.

## 제원 (C-54G)
일반 특성
- 승무원: 4 명
- 승객: 50 명
- 길이: 93 ft 10 in (28.6 m)
- 날개폭: 117 ft 6 in (35.8 m)
- 높이: 27 ft 6 in (8.38 m)
- 날개면적: 1,460 ft² (136 m²)
- 경하중량: 38,930 lb (17,660 kg)
- 만재중량: 62,000 lb (28,000 kg)
- 최대이륙중량: 73,000 lb (33,000 kg)
- 엔진: 4 × Pratt & Whitney R-2000-9 radial engines, 1,450 hp (1,080 kW) each

성능
- 최고속도: 275 mph (239 kn, 442 km/h)
- 순항속도: 190 mph (165 kn, 310 km/h)
- 순항거리: 4,000 mi (6,400 km, 3475 nmi)
- 최대고도: 22,300 ft (6,800 m)
- 익면하중: 42.5 lb/ft² (207 kg/m²)
- 추력대중량비: 0.094 hp/lb (160 W/kg)

## 같이 보기
- 더글러스 DC-4
- 더글러스 DC-6
- 더글러스 DC-7
- 보잉 307 스트라톨라이너
- 항공기 목록